# Raymond M. Fuoss
Raymond Matthew Fuoss (* 28. September 1905 in Bellwood, Pennsylvania; † 1. Dezember 1987) war ein US-amerikanischer Chemiker, der vor allem über Elektrolyte, Polyelektrolyte und Polymere forschte.

## Leben
Nach dem Schulbesuch in Altoona (Pennsylvania) begann Fuoss 1922 im Alter von 17 Jahren  ein Chemie-Studium an der Harvard University und zeigte früh Interesse, auf dem Gebiet der Elektrochemie zu arbeiten. Bereits 1925 schloss er sein Studium ab und ging anschließend  mit einem Frederick Sheldon Traveling Fellowship nach München, wo er unter anderem Vorlesungen von Kasimir Fajans über Thermodynamik besuchte und sich der physikalischen Chemie zuwandte. Nach seiner Rückkehr in die USA hatte er verschiedene kurzzeitige Anstellungen, bevor er 1930 an die Brown University in Providence, Rhode Island in die Arbeitsgruppe von Charles August Kraus wechselte und mit Untersuchungen zur Leitfähigkeit und zu anderen Eigenschaften von Elektrolyten begann, wobei eine Vielzahl experimenteller Daten genutzt wurde. Da Lars Onsager zu dieser Zeit an der Brown University einen Lehrauftrag hatte, besuchte Fuoss dessen Vorlesungen. Es begann eine 35-jährige Zusammenarbeit der beiden Wissenschaftler. 1932 erschien ihre erste gemeinsame und vielzitierte Publikation über die Nichtgleichgewichtseigenschaften von Elektrolyten in der Zeitschrift Journal of Physical Chemistry. Im selben Jahr wurde Fuoss mit einer Arbeit zu den Eigenschaften von nichtwässrigen Elektrolyten bei Onsager promoviert. 1933 ging er als Postdoktorand nach Europa, zunächst zu Peter Debye nach Leipzig und später zu Ralph Howard Fowler in Cambridge, wo er sich mit der Anwendung von Methoden der statistischen Mechanik vertraut machte. 1935 erhielt er den American Chemical Society Award in Pure Chemistry, der an junge Wissenschaftler vergeben wird. Aufgrund beschränkter finanzieller Mittel für die universitäre Forschung während der Großen Depression Mitte der 1930er Jahre wechselte er in das Forschungslaboratorium von General Electric in Schenectady, New York. Dort arbeitete er bis zum Ende des Zweiten Weltkrieges. Zwischen 1937 und 1945 arbeitete er über die elektrischen Eigenschaften von Festkörpern und speziell von Polymeren. Mehrere Veröffentlichungen entstanden in Zusammenarbeit mit John G. Kirkwood. 1945 ging er an die Yale University, wo er bis zu seiner Emeritierung 1974 einen Lehrstuhl für Chemie hatte.
Fuoss verband in seiner Arbeit eigene experimentelle Ergebnisse mit den seinerzeit modernen theoretischen Methoden. Er gilt als einer der maßgebenden Autoren von Arbeiten zur elektrolytischen Leitfähigkeit. Mit Onsager gelang ihm eine Erweiterung der Debye-Hückel-Onsager-Theorie für starke elektrolytische Lösungen. Während seiner Zeit an der Yale University publizierte er außerdem wichtige Arbeiten über Polyelektrolyte und zur Polymerforschung.
1951 wurde er zum Mitglied der National Academy of Sciences und 1960 der American Academy of Arts and Sciences gewählt.

## Schriften (Auswahl)
- L. Onsager, R. M. Fuoss: Irreversible processes in electrolytes. Diffusion, conductance and viscous flow in arbitrary mixtures of strong electrolytes. In: Journal of Physical Chemistry. Band 36, Nr. 11, 1932, S. 2689–2778, doi:10.1021/j150341a001.
- R. M. Fuoss, C. A. Kraus: Properties of electrolytic solutions. III. The dissociation constant. In: Journal of the American Chemical Society. Band 55, Nr. 3, 1933, S. 1019–1028, doi:10.1021/ja01330a023.
- R. M. Fuoss, C. A. Kraus: Properties of electrolytic solutions. IV. The conductance minimum and the formation of tiple ions due to the action of Coulomb forces. In: Journal of the American Chemical Society. Band 55, Nr. 6, 1933, S. 2387–2399, doi:10.1021/ja01333a026.
- R. M. Fuoss, J. G. Kirkwood: Electrical properties of solids. VIII. Dipole moments in polyvinyl chloride-diphenyl systems. In: Journal of the American Chemical Society. Band 63, Nr. 2, 1941, S. 385–394, doi:10.1021/ja01847a013.
- R. M. Fuoss: Polyelectrolytes. In: Discussions of the Faraday Society. Band 11, 1951, S. 125–134, doi:10.1039/DF9511100125.
- R. M. Fuoss, L. Onsager: Conductance of strong electrolytes at finite dilutions. In: Proceedings of the National Academy of Sciences. Band 41, Nr. 5, 1955, S. 274–283, doi:10.1073/pnas.41.5.274.
- R. M. Fuoss, L. Onsager: Conductance of unassociated electrolytes. In: Journal of Physical Chemistry. Band 61, Nr. 5, 1957, S. 668–682, doi:10.1021/j150551a038.
- R. M. Fuoss: Ionic association. III. The equilibrium between ion pairs and free ions. In: Journal of the American Chemical Society. Band 80, Nr. 19, 1958, S. 5059–5061, doi:10.1021/ja01552a016.
- R. M. Fuoss, L. Onsager, J. F. Skinner: The conductance of symmetrical electrolytes. V. The conductance equation. In: Journal of Physical Chemistry. Band 69, Nr. 8, 1965, S. 2581–2594, doi:10.1021/j100892a017.